# Laguna Seca, Honduras
Laguna Seca är en ort i Honduras.   Den ligger i departementet Departamento de Olancho, i den centrala delen av landet, 140 km nordost om huvudstaden Tegucigalpa. Laguna Seca ligger 363 meter över havet och antalet invånare är 1 131.
Terrängen runt Laguna Seca är platt åt sydost, men åt nordväst är den kuperad. Runt Laguna Seca är det ganska glesbefolkat, med 34 invånare per kvadratkilometer. Närmaste större samhälle är Juticalpa, 13,3 km väster om Laguna Seca. Omgivningarna runt Laguna Seca är en mosaik av jordbruksmark och naturlig växtlighet.